# Аре (Торино)
Аре је насеље у Италији у округу Торино, региону Пијемонт.
Према процени из 2011. у насељу је живело 699 становника. Насеље се налази на надморској висини од 258 м.